# Кадлубиця
Кадлубиця — місцевість у м. Фастові, один із найбільш давніх мікрорайонів міста.

## Історія
В 1850-ті роки, по іншу від міста та Снігурівки сторону річки Унава, вздовж ґрунтового шляху на Дідівщину, євреї засновують сільськогосподарську колонію Кадлубиця (Кадлубицьку колону). Ще перед реформою 1861 року деякі поміщики почали продавати свої землі, тому цим скористався відомий київський цукрозаводчик Бродський, який у 1861 році купив біля Фастова 99 десятин землі з метою влаштувати тут єврейську сільськогосподарську колонію. Людей сюди запрошували звідусіль. Здебільшого це була біднота, яка, крім боргів, нічого не мала. У колонії поселилося близько 430 чоловік. Спочатку хліборобство для новоспечених колоністів було досить важкою справою, бо всі вони прийшли з маленьких міст і містечок, де переважно займались ремісництвом. Та вже нове покоління, яке виросло біля землі, стало хліборобським.
Ось що згадував про Кадлубицю у своїх «Сказаннях про населені місцевості Київської губернії» (1864) Лаврентій Похилевич:
|  | Хвастів, містечко в північній частині Васильківського уїзду розміщено при річці Унаві, серед колишньої Хвастівщини, що складається із сіл: Снітинки Великої і Малої, Дорогинки, Веприка, Хвастівця, Червоної, Кадлубиці, Волиці, Бортник, Снігурівки, Пришивальні, Чорногородки, Ставків. Містечко це, розкидане по ярам і височинам, нині належить зі всіма перечисленими селеннями і деревнями до відомства державних майн, має в рік кілька ярмарок, на які приганяють скот з далеких сторін. Жителів обох статей з передмістям Кадлубицею: православних 1576, римських католиків 453 і євреїв 5508. <...> Нині числиться в Хвастові без Кадлубиці жителів об. статей: православних 777, римських католиків 397 і євреїв 3508. <...> До Хвастівського приходу причислені наступні деревні казенного відомства: Кадлубиця, так називається предмістя Хвастова, що лежить на лівій стороні Унави, з'єднане греблею. Жителів в ньому обох статей 757 православних. Потіївка, раніше велике село Потіїв, в 5-ти верстах від Хвастова. Нині жителів тут обох статей 51. Ксьондзівка, в 4-х верстах. Жителів обох статей 161. До 1842 року деревня ця належала Хвастівському латинському приходському костелу. Нинішній латинський приходський костел у Хвастові кам'яний, побудований в 1793 році на місце розрушеного в 1768 году Швачкою і Бондаренком. Оригінальний текст (рос.) Хвастов, местечко в северной части Васильковского уезда расположено при реке Унаве, среди бывшей Хвастовщины, составлявшейся из сел: Снетинки Великой и Малой, Дорогинки, Веприка, Хвастовца, Червоной, Кадлубицы, Волицы, Бортник, Снегуровки, Пришивальни, Черногородки, Ставков. Местечко это, разбросанное по ярам и возвышенностям, ныне принадлежит со всеми исчисленными селениями и деревнями к ведомству государственных имуществ, имеет в год несколько ярмарок, на которые пригоняют скот с далеких сторон. Жителей обоего пола с предместьем Кадлубицей: православных 1576, римских католиков 453 и евреев 5508. <...> Ныне считается в Хвастове без Кадлубицы жителей об. пола: православных 777, римских католиков 397 и евреев 3508. <...> К Хвастовскому приходу причислены следующие деревни казенного ведомства: Кадлубица, так называется предместье Хвастова, лежащее на левой стороне Унавы, соединяемое греблей. Жителей в нем обоего пола 757 православных. Потиевка, прежде большое село Потиев, в 5-ти верстах от Хвастова. Ныне жителей здесь обоего пола 51. Ксендзовка, в 4-х верстах. Жителей обоего пола 161. До 1842 года деревня эта принадлежала Хвастовскому латинскому приходскому костелу. Нынешний латинский приходский костел в Хвастове каменный, построен в 1793 году на место разрушенного в 1768 году Швачкой и Бондаренком. |

Звідси випливає, що станом на 1864 рік на Кадлубиці (разом із Зразковою колонією) числилося 799 православних, 56 римських католиків та 2000 євреїв (загалом ~2855 чоловік).
Колонія процвітала, уже в 1896 році тут була окрема синагога, населення становило 826 чоловік. Були спроби заснувати кладовище, проте через перешкоди при отриманні дозволу жителі Кадлубиці були змушені користуватися Фастівським єврейським кладовищем.
В цей же час поруч засновується так звана «Зразкова» колонія. У ній 15 єврейських сімей отримали 15,5 десятин землі за фінансової підтримки вище згаданого філантропа Ізраїля Бродського. Проте через згадані раніше проблеми (відсутність у жителів досвіду роботи в сільському господарстві, а також нестачі інвентарю і робочого скоту) з часом більшість колоністів стали здавати свої ділянки в оренду. В 1898–1899 всього лиш три сім'ї займалися землеробством і дві з них мали конів. В 1900 спілці хлібопашців Зразкової належало 102,4 десятин землі, на яких примінялася трьохпільна система сієвідбору.
Ще одна майбутня частина Кадлубиці — Ксьондзівка — деревня, що існувала на території нинішніх вулиць: Генерала Пількевича, Драгоманова, Стеценка, частково Героїв Мінометників. Після вигнання Палія з Фастова ці землі були надані ксьондзам і належали костелу. Раніше записувалась також як "юридика Кадлубицька" чи "Кадлубицька Ксьондзівка". Ксьондзівці належав Панський ставок. Вона зникла після перемоги православ'я над католицизмом у Фастові, тоді землі відібрали у ксьондзів.
Станом на 1900 рік у Кадлубиці було 29 дворів, 434 мешканця (207 чоловіків і 227 жінок), головним заняттям яких було хліборобство. Звичайно, що частина місцевих євреїв займалася торгівлею і перепродажем товарів, виїжджаючи задля цього на ярмарки у сусідні населені пункти. Землі в колоні було 380,82 десятин, яка офіційно належала місцевому «обществу колонистовъ».
Між Кадлубицею, Заріччям і Фастовом знаходилася Нагорня слобода (або Гора, як її тоді зазвичай називали фастівчани). Вона належала містечку і була підпорядкована волосному правлінню на чолі з Фастівським волосним старшиною. Останнє у ті часи активно роздавало дозволи на відкриття різних кустарних виробництв, середніх і невеличких заводиків на території містечка і його околиць. Так, наприклад, у 1904 році дозвіл на «устройство кожевенного завода» у Фастові отримав казенний селянин Семен Сугак, на «устройство заведения для перетопки сала в Колонии Кадлубица» – Мирим Найштут, на будівництво «водяной мельницы в деревне Великой Офирне» – Олексій і Іван Овчаренки. В цьому ж році, за архівними відомостями, Нухим Лейченко будує у Фастові «малый керосинный склад», Арій Штец – «завод мыла», місцева єврейська громада – будинок з назвою «Талмуд-Тора».
Напередодні революції Кадлубиця мала 400 десятин землі і більше тисячі душ населення. У мальовничій місцевості, в трьох кілометрах від Фастова, де розкинулася Кадлубиця, було збудовано більше сотні хат. Крім хліба колоністи вивозили на продаж городину, садовину.
Під час громадянської війни численні банди, які діяли на Київщині, спалили колонію. Це сталося унаслідок погромів, що здійснені через звинувачення євреїв у «кривавих ритуалах». Жертвами фастівського погрому стали від 1000 до 3000 євреїв. Зразкова колонія була повністю спалена, в Кадлубиці убито 23 єврея, матеріальних збитків завдано на понад 200 мільйонів рублів. Проте близько 300 євреїв були врятовані у підвалах польського дворянина, друга Льва Толстого, Сімеона Івановича Вздульського. Після війни деякі мешканці, які залишились в живих, почали повертатись на старе місце. Було їх дуже мало – тільки 40 чоловік. Станом на 1927 рік на Кадлубиці діяла єврейська школа, там навчалося 20 учнів і був 1 викладач. В 1932 році Кадлубиця була занесена до так званого «чорного списку» — списку сіл, що були репресовані через «невиконання плану по хлібозаготівлі».
З  утвердженням  радянського  режиму  в  Кадлубицькій  колонії  було створено сільраду, а в період колективізації – «національний» колгосп «Рейтен пойєр» («Червоний оратай»). Рішенням виконкому Київської обласної ради депутатів трудящих від 28 грудня 1957 року Кадлубицьку сільську раду ліквідовано з включенням села Кадлубиця в смугу міста Фастів.
Зараз Кадлубиця — одна з найбільш населених місцевостей у Фастові (поступається хіба-що Казнівці). Найважливіші вулиці — Житомирська та Героїв Танкістів.

## Назва
Згідно з місцевою легендою назва місцевості, утвореної у середині XIX століття, походить від слова «Кадош» («קדוש»), що на івриті означає «святий», «святити».

## Символіка

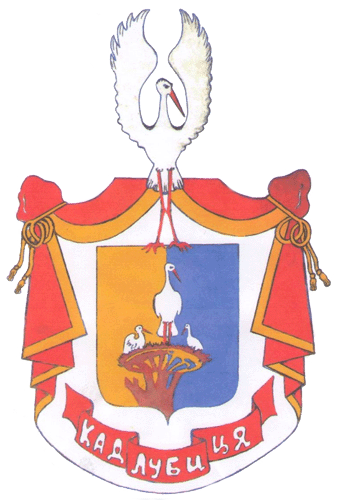

Герб затверджений рішенням Фастівської міськради № 23-IX-VII від 03. 03.2016 року.
На картуші білого кольору обрамленого червоно-жовтими вимпелами з китицями розміщений щит на якому зображене гніздо (лелека з лелеченятами), під щитом червона стрічка з написом — Кадлубиця. Вінчає щит лелека з піднятими крилами — оберіг землі і родинного затишку.
Значення кольорів:
- Білий — носій миру, чистоти, недоторканості.
- Червоний — динаміка і оновлення, нові почуття, любов і війна.
- Жовтий — багатство, світле осяяння, небесний і сонячний.
- Синій — благородство, земний і місячний.
- Чорний — відповідальність, смуток і печаль.

## У літературі
- Юрій Мушкетик у своїй повісті «Семен Палій» (1954) згадував Кадлубицю (глава 17).[6]